# Téléphonie en France
La téléphonie en France est le  réseau de télécommunications téléphoniques français.
L'autorité administrative indépendante qui régule le marché est l'ARCEP.

## Histoire

### Directives et institutions
Vers 1987 le premier livre vert pose les bases de la future ouverture à la concurrence des télécommunications en France. Il insiste notamment sur :
1. les règles d'interconnexion entre opérateurs
2. la création d'instances nationales neutres vis-à-vis de l'État comme des opérateurs
3. la libre commercialisation des terminaux

Les recommandations sont arrêtées en 1988 par l'Europe et sont répercutées en France dans les deux ans.
Dès 1989 les réflexions commencent pour ouvrir les télécommunications. Une enquête publique (le rapport Prévost) est conduite sur les PTT. Le 2 juillet 1990 les PTT sont scindées en deux entités distinctes : La Poste (pour le courrier) et France Télécom (les télécommunications). FT est effectivement créé le 1er janvier 1991, c'est une société à conseil d'administration sans patrimoine donc non privatisable. Les fonctionnaires conservent leur statut et les clients doivent s'adresser au tribunal de commerce au lieu du tribunal administratif.
En 1990 l'open network provision est créée par une directive européenne et établit les bases du marché des télécommunications :
1. les réseaux sont soumis au traité de Rome sur la libre circulation des marchandises, ce qui permet d'éviter la duplication des réseaux.
2. le prix des interconnexions doit être proche des coûts réels (notamment pour éviter la continuité du monopole).
3. des instances nationales doivent être créées dans les deux ans.
4. les utilisations des infrastructures (attributions de bande passante) doivent être définies.

Le 29 décembre 1990 est créée la direction générale à la règlementation (DGR) qui est l'embryon de la future Autorité de régulation des communications électroniques et des postes (Arcep).
En 1994, la directive européenne sur le satellite a peu d'impact, car la concurrence est déjà ouverte. Elle est suivie en 1996 de la directive sur la téléphonie mobile qui, là encore, a peu d'impact, puisque les sociétés Cegetel et Bouygues mettent déjà en place leur réseau (respectivement, SFR et Bouygues Telecom), en concurrence directe avec France Télécom (et son réseau Itineris).
Enfin, la directive d'ouverture à la concurrence impose l'ouverture complète du marché au 1er janvier 1998, permettant de réellement ouvrir les marchés (notamment les communications nationales et locales). Elle est mise en place par la loi du 26 juillet 1996 et dispose que les activités de télécommunications doivent s'exercer librement (bien que toujours soumises à des licences). Elle crée l'ART devenue Arcep (mise en place le 5 janvier 1997) et l'Autorité nationale des fréquences.

### Maillage physique
Les opérateurs construisent leurs réseaux de différentes façons :
- passage de fibres optiques le long des autoroutes (ce qui demande un lourd investissement)
- utilisation du réseau EDF
- passage par le réseau existant de Réseau ferré de France.

La SNCF et Cegetel créent Télécom Développement. La société ferroviaire apporte ses fibres optiques  et Cegetel les compléments de financements pour étendre ce réseau. La commercialisation grand public se fera par l'intermédiaire du "7 de Cegetel" dès  le 1er janvier 1998. 

Bouygues panache son réseau avec différentes offres puis s'associe à la société LDCom.

### Fin du réseau RTC
La France a prévu d'arrêter progressivement son réseau de téléphonie classique RTC, pour le remplacer par la téléphonie sur Internet (VoIP) par le réseau cuivre via l'ADSL et sur la fibre optique FTTH.
- Arrêt commercialisation en métropole : 15 novembre 2018
- Arrêt commercialisation en Outre-Mer : 15 novembre 2020
- Arrêt technique du réseau RTC par plaque : entre fin 2023 et 2030.

## Usage et réseau
| Pour des raisons techniques, il est temporairement impossible d'afficher le graphique qui aurait dû être présenté ici. |

| Pour des raisons techniques, il est temporairement impossible d'afficher le graphique qui aurait dû être présenté ici. | Source: - 1998-2015: Arcep - - Pour l'année 2015, il s'agit d'un prévisionnel. - 1995 - 1983-1985: Source Insee - 1972-1978: Source Insee. - 1931,1932: Gallica. |

### Usage
| Pour des raisons techniques, il est temporairement impossible d'afficher le graphique qui aurait dû être présenté ici. | Source Pour l'année 2015, il s'agit d'un prévisionnel. |

| Pour des raisons techniques, il est temporairement impossible d'afficher le graphique qui aurait dû être présenté ici. | Source Pour l'année 2015, il s'agit d'un prévisionnel. |

### Le réseau
Lignes de téléphonie fixe : 33,9 millions (en 2003)

Téléphonie mobile : nombre de cartes SIM : 74,2 millions réparties en 10,7 millions de cartes prépayées et 63,5 millions postpayées (en septembre 2017) 

Postes de radio : 55,3 millions (en 1997)

Postes de télévision : 34,8 millions (en 1997)

Utilisateurs d'Internet : 30 millions (en 2006)

Nombre de fournisseurs d'accès Internet : 62 (en 2000)
La desserte permettant d'atteindre l'utilisateur final est essentiellement composée du réseau cuivre appartenant à France Télécom. Ce gigantesque réseau représente la plus grande valeur de la société. Toutefois, à sa privatisation, elle a conservé sa dette.
Des licences pour la Boucle Locale Radio (technologie WiMAX) sont attribuées par l'ART en 1999 à deux opérateurs américains. Le succès est mitigé, en tout cas restreint à certains usages et à certaines zones. Bolloré avait gagné des licences dans douze régions, Maxtel dans 13, France Telecom dans deux, et des conseils régionaux dans six.

## Aspects économiques

### Revenus et investissements
| Pour des raisons techniques, il est temporairement impossible d'afficher le graphique qui aurait dû être présenté ici. |

Source Arcep

### Emploi
Le secteur des télécommunications a perdu 20 000 emplois de 1998 à 2004 et 24 000 emplois de 2004 à 2015, représentant environ 44 000 emplois perdus en 17 années sur un secteur qui en comptait 155 000, soit une perte de l'ordre de 30 %.
| Pour des raisons techniques, il est temporairement impossible d'afficher le graphique qui aurait dû être présenté ici. |
| Source: - Arcep - Emploi direct des opérateurs - Emploi direct (série de 2017)                                         |

### Facturation mensuelle
Le secteur des Télécommunications en France a transféré une partie de ses revenus depuis le secteur de la téléphonie, vers le secteur de l'Internet, ce qui a permis de faire baisser les factures téléphoniques.

### Tarification
(janvier 2015).
Avec l'ouverture à la concurrence, le coût des communications téléphoniques varie d'un opérateur à l'autre et pour un même opérateur en fonction du type d'abonnement.
Les communications de mobile à mobile nationales les moins chères étaient en 2012/2013 d'environ trois centimes la minute (Free Mobile et quelques MVNO), soit un prix proche de celui d'une communication émise depuis un téléphone fixe. Certains opérateurs facturaient les mêmes communications jusqu'à quarante centimes la minute.
Exemple de tarifs à la minute pour les particuliers en métropole :
- fixe vers fixe :
  - Orange : 1,4 centimes (soit 84 centimes de l'heure)
  - SFR : 0,9 centimes[12]
- fixe vers mobile :
  - Orange : 6,1 centimes (soit 4 euros 20 de l'heure)
  - SFR : 3 à 16 centimes[réf. souhaitée]
- mobile vers mobile :
  - Free mobile : 5 centimes (soit 3 euros de l'heure)[réf. souhaitée]
  - Auchan Télécom : dix centimes
  - La Poste mobile : trente-sept centimes[13]
  - Orange et Sosh : ?
  - Bouygues Telecom: ?
  - M6 mobile : 15 à 21 centimes (hors forfait)[14]
  - B and You : 25 centimes par minute
  - SFR : 37 centimes (au-delà du forfait)
  - Virgin mobile : 37 centimes (au-delà du forfait)
  - Série Red (de SFR) : 38 centimes
  - Carrefour : trente-neuf centimes[15].